# Équipe de république démocratique du Congo de football A'
Maillots
L'équipe nationale A' est l'équipe nationale locale de football de la RD Congo (anciennement Zaïre, également connu sous le nom de Congo-Kinshasa) et est ouvert uniquement aux joueurs de la ligue nationale. L'équipe représente la RD Congo au Championnat d'Afrique des Nations et est régie par la Fédération congolaise de football. Ils sont surnommés Les Léopards.
La RD Congo a remporté le premier Championnat d'Afrique des nations organisé par la Côte d'Ivoire en 2009 et a répété l'exploit à l'édition 2016. Depuis 2014, tous les matchs de l'équipe A' ont été reconnus par la FIFA comme des matchs de première équipe.

## Parcours au CHAN
| Année | Position         |
| ----- | ---------------- |
| 2009  | Vainqueur        |
| 2011  | Quarts de finale |
| 2014  | Quarts de finale |
| 2016  | Vainqueur        |
| 2018  | Non qualifié     |
| 2020  | Quarts de finale |
| 2022  | Phase de groupes |
| 2024  | A déterminer     |

## Effectif actuel
Les joueurs suivants ont été sélectionnés pour le Championnat d'Afrique des nations 2022

## Sélectioneur
- 2008-2015 :  Santos Muntubile[5]
- 2015-2016 :  Florent Ibenge
- 2017-2017 : 🇨🇩 Chico Mukeba
- 2017-2018 :  Mwinyi Zahira
- 2019-2020 :  Florent Ibenge
- 2020-2022 :  Otis N'goma [4]

## Liens exenes
- Federation Congolaise de Football Association